# Journées de l'histoire contemporaine de Braunau
Les Journées de l’histoire contemporaine de Braunau (en allemand  Braunauer Zeitgeschichte-Tage) sont des colloques  qui, depuis 1992, ont lieu chaque année dans la ville autrichienne de Braunau sur l’Inn (Braunau am Inn). Pour mémoire, cette ville à la frontière avec la Bavière est le lieu de naissance d'Adolf Hitler (1889). Elles sont organisées par l’Association pour l’Histoire Contemporaine et la direction scientifique en est assurée par Andreas Maislinger. Après des journées consacrées au  « dépassement du passé », à « la résistance contre des dictatures » et à d’autres sujets généraux contemporains, l’Association pour l’Histoire Contemporaine suggère depuis 2004 de s’intéresser davantage de « l‘Innviertel » (la région de l’Inn, située aux confins de la Haute-Autriche) et de la Bavière, devenue Autrichienne en 1779 à la suite de la guerre de Succession de Bavière). En 2004, les sujets portèrent ainsi sur «le petit trafic frontalier»  sur la Salzach et l’Inn entre 1933 et 1938, la « grande politique » ainsi que la vie quotidienne dans la zone de contact entre deux systèmes politiques : les différences et les points communs. La séance du 23 au 25 septembre 2005 évoqua l’arrière-plan historique du Parlement Braunau de 1705, qui a réuni brièvement noblesse, clergé, citoyens et paysans sous la devise « Il vaut mieux mourir bavièrement que pourrir autrichiennement ». Johann Philipp Palm a été le personnage central du congrès de 2006 : le libraire de Nuremberg a été passé par les armes le 26 août 1806 à Braunau, sur ordre de Napoléon. En 2007, le congrès célèbrera la mémoire du Dr Egon Ranshofen-Wertheimer. Le remarquable historien, né en 1894 à Ranshofen et mort en 1957 à New York, était diplomate de la société des nations et de l’ONU, mais malgré son engagement pour l’Autriche, a été quelque peu oublié.

## Les sujets des séances depuis 1992
- 1992 "Un Héritage Indésirable" : Braunau am Inn, Gori, Predappio.
- 1993 "La Fréquentation Interdite" : Des Prisonniers De Guerre et Des Forçats.
- 1994 "Des Frontières Déplacées": Séparer et Réunir.
- 1995 "La Trahison Nécessaire" : Le Cas de Franz Jägerstätter.
- 1996 "Le Voisin amical ?"L’Allemagne et L’Autriche.
- 1997 "Go West" : La Fascination Des États-Unis.
- 1998 "Des Noms Chargés" Des Noms et La Politique.
- 1999 "Rencontres Nécessaires" : Albaniens, Bosniens, Croates, Tsiganes, Serbes.
- 2000 "Chemins Séparés" : Allemands, Juifs, Autrichiens, Tchèques.
- 2001 "Des Perceptions Déformés" : l’Image et la Réalité des Tsiganes.
- 2002 "Peu de personnes justes?": De la Résistance et du Civisme pendant les Dictatures.
- 2003 "Des Vies Parallèles" : Braunau sur Inn, Broumov, Lavarone.
- 2004 "Le Petit Trafic Frontalier" : de 1933 à 1938, Le Long de l’Inn et de La Salzach.
- 2005 "Parlement de Braunau" : Noblesse, Clergé, Citoyens, Paysans 1705.
- 2006 "Héros involontaire" : Johann Philipp Palm 1806 - 2006.
- 2007 "Peacmakers Manuel" : Dr. Egon Ranshofen-Wertheimer.
- 2008 "La fascination du football".
- 2009 "Le monde rétréci" : Le bistrot comme endroit politique.